# Otroctví v Massachusetts

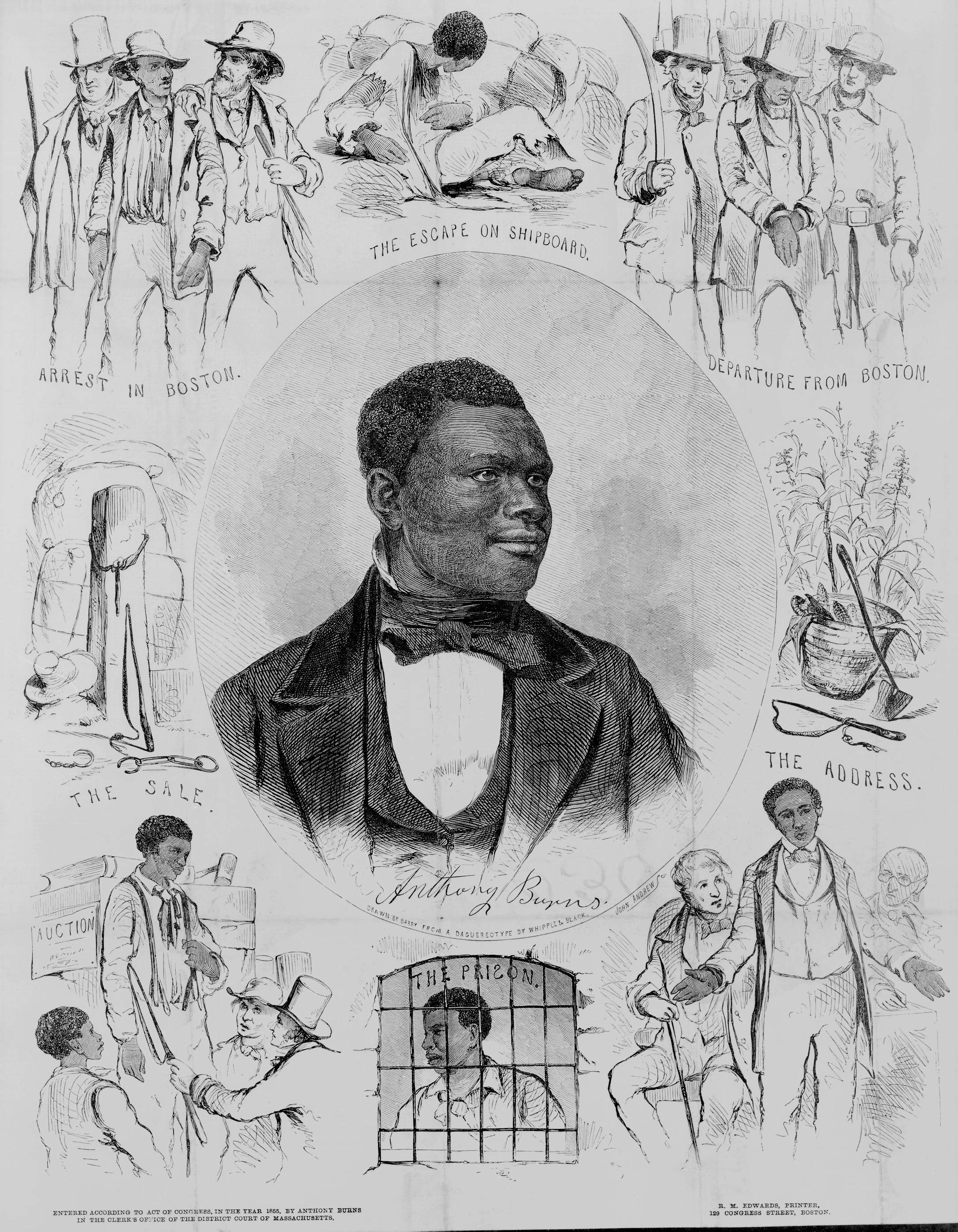
Uprchlý otrok Anthony Burns

Otroctví v Massachusetts (v angl. originálu Slavery in Massachusetts) je esej amerického transcendentalistického filozofa H. D. Thoreaua vydaný poprvé v roce 1854. Esej je založený na autorově projevu ze setkání abolicionistů uspořádaném symbolicky v Den nezávislosti 4. července 1854 v massachusettském Framinghamu.

## Obsah
Thoreau v eseji vyjadřuje své zklamání nad rozhodnutím soudce Edwarda G. Loringa, který podle zákona o uprchlých otrocích poslal otroka Antonyho Burnse, jenž uprchl z otroctví v Richmondu ve Virginii lodí do Bostonu, zpět jeho majiteli Ch. F. Suttlovi. Zaráží se už jen nad zvráceností toho, že jeden člověk rozhoduje, zdali má druhý člověk právo na svobodu či ne. Naopak označuje za hrdinnou skupinu abolicionistů pod vedením Thoreauova přítele Thomase W. Higginsona, která zaútočila na budovu bostonského soudu, kde byl Burns vězněn, a pokusila se jej osvobodit. Během tohoto neúspěšného útoku zahynul zástupce šerifa a několik útočníků bylo zatčeno. Anthony Burns byl nakonec od svého majitele vykoupen několika filantropy na svobodu, později vystudoval Oberlin College v Ohiu a přestěhoval se do Kanady, kde působil jako baptistický kazatel. Přesto předčasně zemřel na tuberkulózu ve věku 28 let.
Po těchto událostech autor píše, že jej tíží pocit neurčité ztráty, kterou nakonec definoval jako ztrátu vlasti.
| „ | Snad jsem dříve setrvával v klamu, že se můj život odehrává pouze kdesi mezi rájem a peklem, nyní však sám sebe nemohu přesvědčit, že nepřebývám přímo v pekle. | “ |

Esej je zakončen poetickým přivoněním k rozkvetlému leknínu, jehož vůně mu dodává naději v lidskou dobrotu a čistotu a doufá, že jednou přijde doba, kdy stejně líbeznou vůni budou šířit i lidské skutky (viz poslední výňatek).

## Citáty a výňatky
- „Bylo to poprvé a naposledy, co jsem nějakého guvernéra spatřil a myslím, že bych se bez něj dokázal obejít. .. Mým guvernérem rozhodně nebyl; mně nevládl“[4]
- „V četbě zákonů tohoto státu jsem daleko nedošel; není to prospěšné čtení. Ne vždy odpovídající pravdě a ne vždy znamenající to, co se v nich píše.“[5]
- „Ve skutečnosti bylo souzeno Massachusetts – pokaždé když s osvobozením onoho otroka zaváhal, byl tento stát uznán vinným, stejně jako je vinen pokaždé, když se nyní zdráhá svůj zločin napravit. V jeho případě je soudcem Bůh – žádný Edward G. Pánbůh, ale zkrátka Bůh.“[6]
- „Zákony nikdy člověka neosvobodí; naopak lidé musejí osvobodit zákony. Ctiteli práva a pořádku jsou ti, kdo právo dodržují, když jej vláda porušuje.“[7]
- „Co se týče lidských tvorů, soudcem, jehož slova zapečetí osud člověka téměř navěky, není ten, kdo pouze oznámí právní verdikt, nýbrž ten, kdo – ať už jde o kohokoliv – projeví svůj skutečný názor či vynese rozsudek týkající se souzeného nezaujatě, bez ohledu na lidské zvyklosti či ustanovení a z lásky k pravě – právě takový soudce vyřkne ortel. Kdokoliv dokáže rozpoznat pravdu, ten dostal pověření z vyššího místa než nejvyšší soudce, schopný rozpoznat pouze právo, a ocitá se v roli ustanoveného soudce soudců.“[7]
- „Čím dál více sílí mě přesvědčení, že ve vztahu k jakémukoliv veřejnému problému je důležitější vědět, co o něm míní venkov, než co si o něm myslí město. Město příliš nemyslí.“[7]
- „Myslím, že tisk má v této zemi větší a zhoubnější vliv, než měla církev ve svém nejhorším období.“[8]
- „Soudci a právníci nadále slouží těm nejhorším lidem, nikoliv lidskosti.“[9]
- „Osud země nezávisí na tom, komu dáte hlas u voleb, ale na tom, jaký člověk vyjde každé ráno z vašeho domu.“[10]
- „Hanbou oděný stát v klidu usedl, aby ty, kdo se pokusili vykonat za něj jeho povinnost, soudil v procesu, v němž jim hrozí ztráta života či svobody. A tomu se říká spravedlnost! Ti, kdo prokázali, že se umějí chovat obzvlášť dobře, mohou být za své dobré chování vsazeni do okovů! Avšak ti, po nichž pravda vyžaduje, aby doznali vinu, jsou ze všech obyvatel našeho státu těmi nejvinnějšími. Zatímco guvernér, starosta a bezpočet dalších massachusettských činitelů unikají trestu, zastánci svobody jsou věznění.“[11]
- „Snad jsem dříve setrvával v klamu, že se můj život odehrává pouze kdesi mezi rájem a peklem, nyní však sám sebe nemohu přesvědčit, že nepřebývám přímo v pekle.“[12]
- „Neprožíváme období poklidu. Všechnu zděděnou svobodu jsme vyčerpali. Chceme-li si zachránit život, musíme se za něj bít.“[3]
- „Kdo může být klidný v zemi, v níž jsou bezcharakterní vládci i ovládaní? Vzpomínka na ni mi kazí procházku. Mé myšlenky přinášejí státu smrt a bezděčné mu strojí úklady.“[3]
- „Nedávno jsem však nenadále ucítil vůni leknínu a nastalo období, na něž jsem čekal. Tato rostlina je symbolem čistoty. Jakmile rozevře svůj květ, je tak čistá a půvabná na pohled a má tak nádhernou vůni, jako by nám chtěla vyjevit, jaká netušená neposkvrněnost a líbeznost může vzejít ze zemského bahna a kalu. Řekl bych, že jsem utrhl první rozkvetlý leknín v okruhu přinejmenším jedné míle. Jaké stvrzení našich nadějí představuje jeho vůně. Díky ní nepodlehnu nad tímto světem tak rychle zoufalství, bez ohledu na otroctví a na zbabělost a bezcharakternost Seveřanů. Tato rostlina svědčí o tom, jaké zákony přetrvaly nejdéle a nejrozsáhleji – přičemž stále přetrvávají –, a naznačuje, že jednou snad přijde doba, kdy stejně líbeznou vůni budou šířit i lidské skutky. Takové vydává tato rostlina aroma. Dokáže-li Příroda tyto vonné látky stále ještě každoročně vytvářet, uvěřím, že je dosud mladá a plná síly, že její jednota a duch zůstávají neporušeny a že i v člověku, který je schopen ji vnímat a milovat, se ukrývají ctnosti. .. Počínejte si tedy tak, aby vůně vašich skutků zvyšovala celkovou lahodnost ovzduší a aby nám květina, již spatříme či ucítíme, nepřipomněla, v jakém rozporu s ní je vaše jednání. .. Odporné bahno představuje lidskou nečinnost a neřest a úpadek lidství, zatímco vonná květina, která z něj vyrůstá, ztělesňuje čistotu a odvahu, jež jsou nesmrtelné.“[13]